# Fétigny-Ménières
Fétigny-Ménières ist eine zukünftige politische Gemeinde im Bezirk Broye des Kantons Freiburg in der Schweiz.

## Geschichte
Die Gemeinde entsteht durch den Zusammenschluss der Gemeinden Fétigny und Ménières.
Am 5. Februar 2025 wurde die Fusion mit 72,67 % in einer Volksabstimmung angenommen.
Die Fusion wird per 1. Januar 2026 erfolgen.